# Gare de Kecskéd alsó
La gare de Kecskéd alsó (en hongrois : Kecskéd alsó vasútállomás) est une halte ferroviaire hongroise, située à Kecskéd.